# Guillaume Postel
Guillaume Postel (Barenton, 25 marzo 1510 – Parigi, 6 settembre 1581) è stato un linguista, astronomo, orientalista, umanista, cartografo, cosmografo e diplomatico francese.
Spirito universale e cosmopolita, si interessò allo studio delle lingue e alla ricerca di una lingua universale in virtù dell'aspirazione alla pace e alla concordia tra gli uomini. Fu uno dei primi pensatori dell'età moderna a sottolineare l'ingiustizia della condizione subalterna femminile. Mentre studiava al Collège Sainte-Barbe, conobbe Ignazio di Loyola e molti degli uomini che avrebbero fondato la Compagnia di Gesù, e rimase legato ai loro insegnamenti per il resto della vita.

## Biografia

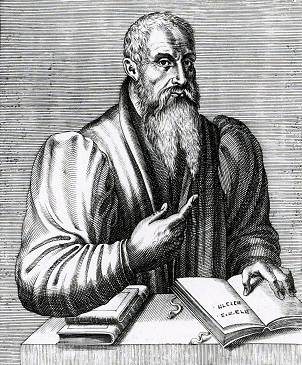
Guillaume Postel

Professore di lingue (conosceva, oltre al francese, il greco, l'arabo, l'ebraico e il siriaco), ebbe l'incarico di mathematicorum et peregrinarum linguarum regius interpres (regio interprete di matematica e di lingue straniere) presso quello che di lì a poco sarebbe diventato il Collège des Trois langues e poi Collège de France.
Nel 1538, credendosi prescelto da Dio, elaborò un progetto di concordia universale e scrisse a tal fine De orbis terrae concordia, pubblicato nel 1544. Tentò inutilmente di convertire Francesco I al proprio progetto di monarchia universale. Deluso dall'indifferenza del re, che lo riteneva un esaltato, si recò a Roma dove, nel marzo del 1544, entrò nella Compagnia di Gesù; qui tentò di guadagnare al proprio ideale di concordia Ignazio di Loyola. Il suo atteggiamento umile e pio, animato da uno  spirito profetico, lo rese incapace di trattenere la propria eloquenza oracolare, rendendolo fonte di imbarazzo e addirittura di scandalo. Per questo motivo fu costretto lasciare il noviziato dopo un anno e mezzo, espulso da Sant'Ignazio in persona (9 dicembre 1545). Lasciò allora Roma e decise di approfondire gli studi di mistica e di magia, studiando il Libro di Enoch e la Cabala cristiana presso Andreas Masius (1514-1573).

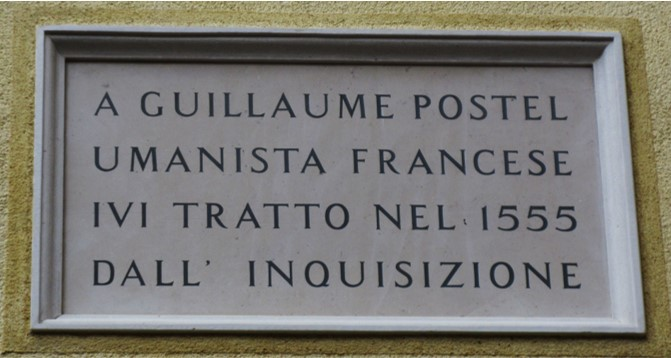
Lapide ricordo a Venezia a San Cancian in Campiello de la cason

A Venezia incontrò una vecchia monaca, madre Johanna o Zuana (rispettivamente in latino e in veneto), che definì «la madre del mondo» e «la nuova Eva». Questo incontro è all'origine di un personale messianismo di impronta ermetica: spiritualmente vicino al grande cabbalista ebreo Isaac Luria, Postel professava, conformemente allo Zohar (da lui tradotto nel 1547), che c'erano due Messia. Lo spirito femminile dell'uomo, che chiamava anima, intaccato dal peccato di Eva e che non era stato oggetto della redenzione operata da Cristo, doveva essere salvato da un Messia donna, incarnazione dell'anima mundi (la Sophia, identificata con "madre Johanna").
Nel Natale del 1553 sembrò dare segni di squilibrio o di invasamento mistico: annunciò la fine del mondo, incontrò gli anabattisti e, deluso da Francesco I, si mise al servizio dell'imperatore d'Austria. Finì poi per rivolgersi ai Turchi, che ormai considerava l'ultima speranza per l'unificazione del mondo.
L'Inquisizione si preoccupò e sottopose a rigoroso esame le sue tesi. Sospettato di eresia, nel 1555 venne dichiarato non colpevole ma folle (non malus sed amens); e rinchiuso per quattro anni, prima a Ravenna e poi a Roma. Liberato nel 1559 e dopo un periodo di vita errabonda, fu infine internato nel chiostro di Saint-Martin-des-Champs a Parigi, l'attuale Conservatoire National des Arts et Métiers; dove morì molti anni dopo, dimenticato da tutti.

## Opere
Ormai introvabili, e prive di un'edizione recente, le sue opere meritano di essere citate, anche perché i loro titoli evocano il suo interessante itinerario intellettuale e la vasta estensione dei suoi interessi:
- De originibus seu de hebraicae linguae et gentis antiquitate, 1538. In questo saggio di filologia comparata, dimostra che tutte le lingue derivano dall'ebraico, il quale a sua volta è il diretto discendente della lingua di Noè.
- Linguarum duodecim characteribus dufferentium alphabetum, Introductio, 1538
- Les Magistratures athéniennes, 1540.
- Description de la Syrie, 1540.
- Les Raisons du Saint-Esprit, 1543.
- De orbis terrae concordia, 1544. È ritenuto il suo capolavoro. In questa opera utopica tenta di riunire le condizioni e i mezzi dell'unificazione politica e religiosa del mondo a partire dal carattere razionale delle verità religiose e morali, che pertanto possono essere condivise da ogni popolo.
- De nativitate Mediatoris, 1547.
- Absconditorum clavis, ou La Clé des choses cachées et l'Exégèse du Candélabre mystique dans le tabernacle de Moyse, 1547. Vi applica i metodi cabbalistici alla missione del Re di Francia. Edizione moderna: Absconditorum clavis ou Clef des choses cachées dans la constitution du monde de l'éternelle vérité, 1899. Testo online:
- De Foenicium litteris, 1550.
- De Etruriae regione, 1551. In quest'opera accetta le posizioni di Giovan Battista Gelli e di Pier Francesco Giambullari, che facevano discendere l'etrusco dall'aramaico parlato da Noè.
- Livre des causes et des principes, 1551.
- Abrahami patriarchae liber Jezirah, 1552.
- Liber mirabilium, 1552.
- Les raisons de la monarchie, 1552.
- La Loi salique, 1552.
- L'Histoire mémorable des expéditions depuis le déluge, 1552.
- Les Très Merveilleuses Victoires des femmes du Nouveau monde, 1553.
- De originibus, seu de varia et potissimum orbi Latino ad hanc diem incognita aut inconsyderata historia, 1553.
- Le Livre de la concorde entre le Coran et les Évangiles, 1553.
- Les tres merveilleuses victoires des femmes du Nouveau Monde, 1553.
- La doctrine du siècle doré, 1553.
- Trésor des prophéties de l'univers, 1556.
- Cosmographie, 1559.
- La République des Turcs, 1560.
- La Vraye et Entière Description du royaume de France, 1570.
- Des admirables secrets des nombres platoniciens. Edizione, traduzione e note di Jean-Pierre Brach, Vrin, Paris, 2002.
- Entrée solennelle faicte à Rome aux ambassadeurs du roi de Perse, le 5 avril 1601, Rouen, 1601[6]